# لنزهای تماسی

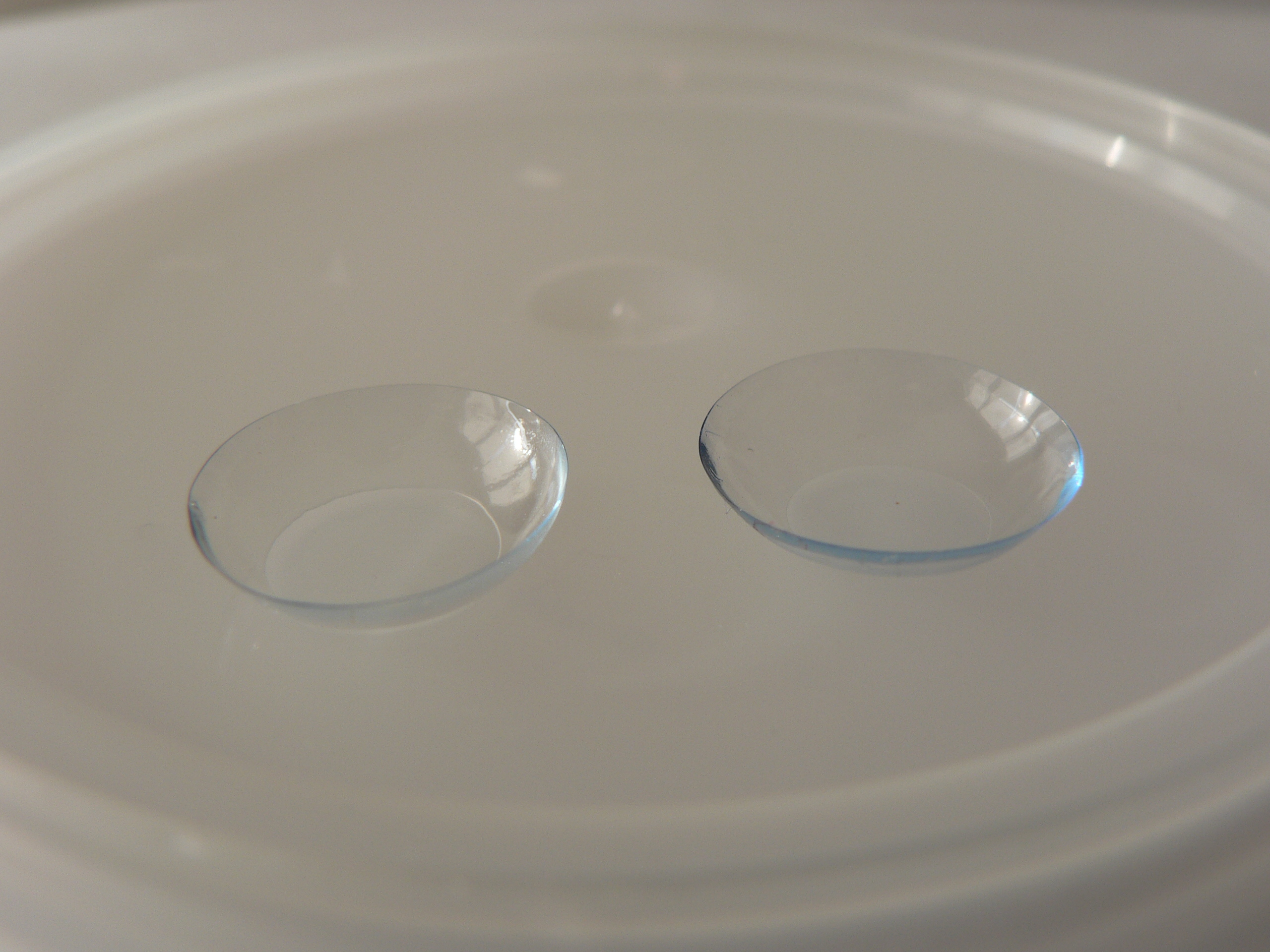
یک جفت عدسک که روی مقعرشان به سمت بالا قرار دارد.

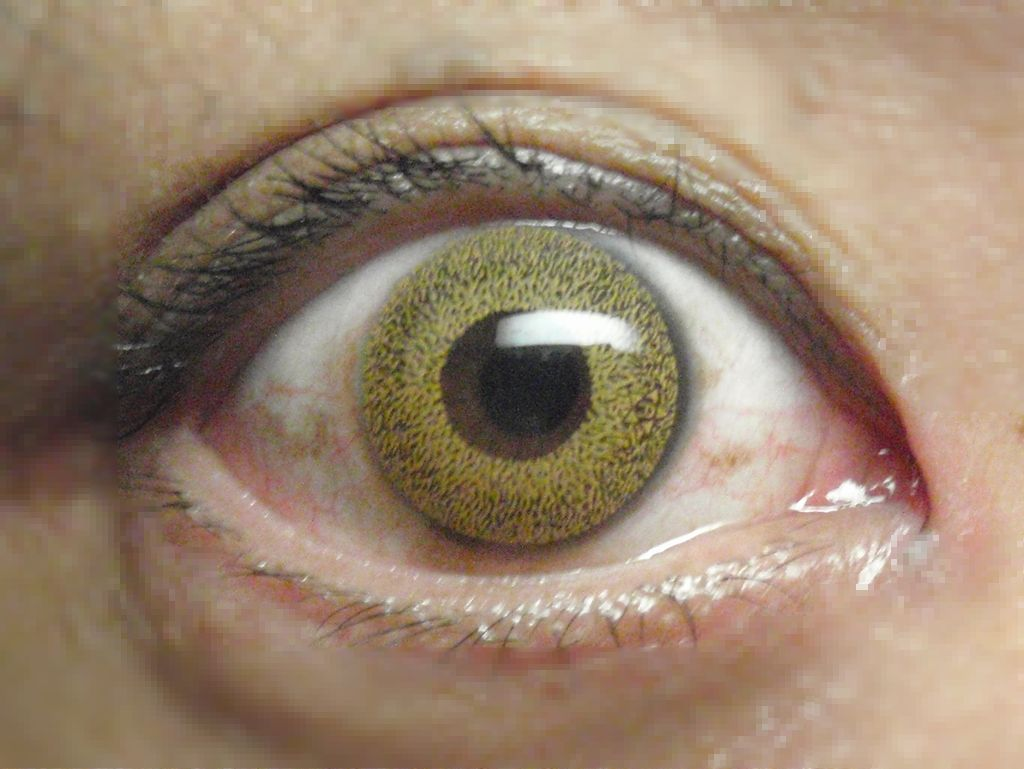
لنز رنگی زرد

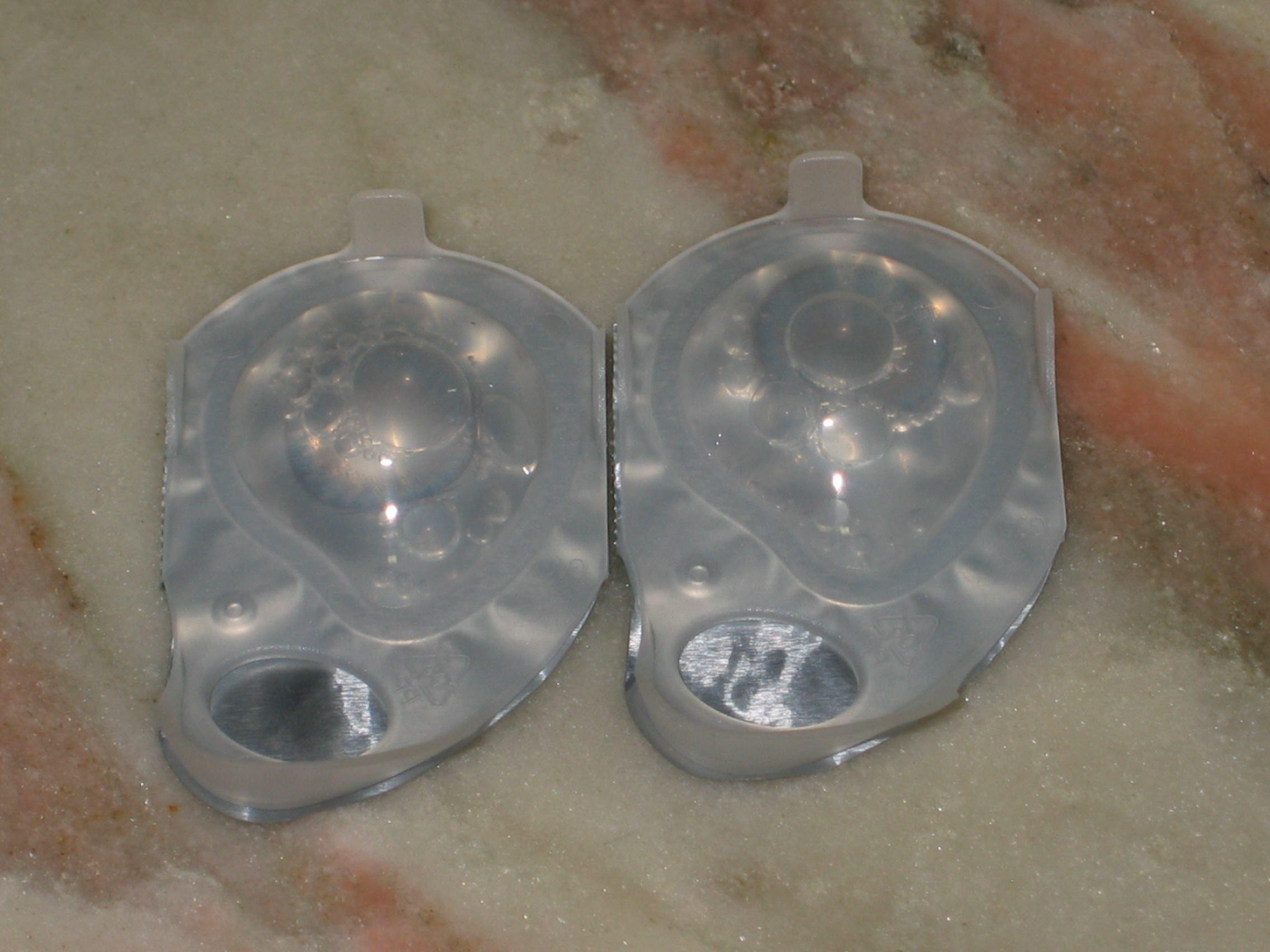
یک حفت عدسک یک‌روز مصرف با قابلیت حذف اشعه آبی در بسته‌بندی جداگانه.

لنز تماسی (به انگلیسی: contact lens) یا عدسک، یک عدسی نازک پلاستیکی است که روی قرنیه چشم قرار می‌گیرد. لنز تماسی می‌تواند صرفاً جنبه زیبایی (تغییر رنگ عنبیه چشم) داشته باشد یا جنبه پزشکی (مانند درمان عیوب انکساری چشم با لنز تماسی).
قرنیه چشم تنها عضوی در بدن است که اکسیژن را مستقیماً از هوا دریافت می‌کند لذا لنز باید قابلیت عبور اکسیژن را از خود داشته باشد که چشم دچار کمبود اکسیژن و نهایتاً آسیب قرنیه نشود.
امروزه استفاده از لنز چشم بین مردم به ویژه زنان اهمیت ویژه‌ای پیدا کرده‌است، به طوری که در حال حاضر بیش از ۱۵۰ میلیون نفر در کل دنیا از آن استفاده می‌کنند.
مردم برای استفاده از آن دلایل مختلفی دارند. ورزشکاران و همچنین طرفداران لنزهای زیبایی بیشترین افرادی هستند که از لنز استفاده می‌کنند. نداشتن مشکلات عینک مانند شکستگی، بخار کردن شیشه، تمیز کردن مداوم عدسی عینک و مشکلات دیگر بیش از پیش افراد را برای استفاده از لنزهای طبی ترغیب کرده‌است.
استفاده از لنز این روزها بسیار پرطرفدار شده‌است به نحوی که طبق آمار در سال ۲۰۱۴–۱۴ میلیون آمریکایی از سن ۱۸ به بالا از لنز استفاده می‌کردند. طبق آمار منتشر شده در سال ۲۰۱۷ این تعداد به ۱۷ درصد جمعیت آمریکا رسیده‌است. حتی بسیاری از نوجوانان در سن ۱۲ سالگی شروع به استفاده از لنز طبی نموده‌اند.
همچنین استفاده از لنز برای ورزشکارانی که چشمهای ضعیفی دارند و برای ورزشهایی مانند اسکی و موتورسواری مجبور به استفاده از عینک هستند بسیار مناسب است.

## انواع لنز
لنزها را از جهات مختلفی می‌توان دسته‌بندی کرد ولی مرسوم‌ترین آنها دسته‌بندی بر اساس کاربرد و زمان استفاده آنهاست.

### از نظر کاربرد

#### برطرف کننده عیوب انکساری و پیر چشمی (لنز طبی)
این نوع لنزها برای برطرف کردن مشکلات نزدیک‌بینی و آستیگماتیسم کاربرد دارند. برای افرادی کاربرد دارد که مشکل پیرچشمی دارند و برای مطالعه کردن به عینک نیاز دارند.

#### لنزهای آرایشی (لنز رنگی)
لنزهای رنگی که مصرف آرایشی دارند و برای تغییر رنگ عنبیه استفاده می‌شوند.

#### لنزهای آرایشی (لنز طبی رنگی)
برای کسانی‌که چشمان ضعیف دارند و قصد تغییر رنگه عنبیه خود را نیز دارند کاربرد دارد.

### از نظر موارد سازنده

#### لنزهای سخت
این نوع لنز بیشتر برای افرادی که نمره‌های آستیگمات بالا دارند یا با مشکل قوز قرنیه مواجه هستند کاربرد دارد و توسط پزشک تجویز می‌شود.

#### لنزهای نرم
این لنزها از جنس ژل‌هایی مثل ژلهای نگهدارنده آب استفاده می‌شود که به هایدروژل معروف می‌باشد. این لنزها بسیار قابل انعطاف، نازک و کاملاً منطبق بر شکل جلوی چشم می‌باشد. 
این لنزها برای اولین بار سال ۱۹۷۰ ارائه گردید و به علت راحتی بسیار زیاد بسیار سریع پر طرفدار شد. این لنزها زمانی ارائه شد که لنزها از جنس پلاستیک سخت بود که هفته‌ها استفاده از آن برای عادت کردن طول می‌کشید و خیلی‌ها حتی نمی‌توانستند از آن استفاده کنند.
در سال ۱۹۹۸ نوع جدیدی از لنزهای نرم وارد بازار شد که سیلیکون هایدروژل نام داشت. امروزه این نوع لنز کاربرد بسیاری دارد و بیشتر لنزهای مورد استفاده از نوع هستند.

#### لنزهای هیبرید
این نوع لنز از ترکیب لنز سخت در مرکز لنز و لنز نرم در لبه‌ها ساخته شده‌است.

#### لنزهای اسکلرال
لنز اسکلرال نوعی لنز تماسی (از جنس سخت) است که نه تنها قرنیه، بلکه بخش سفیدی چشم (صلبیه) را نیز می‌پوشاند. این لنزها برای اصلاح بینایی در افراد دچار قوز قرنیه، خشکی شدید چشم و برخی مشکلات دیگر استفاده می‌شوند. لنزهای اسکلرال به دلیل طراحی خاص خود، فضای کوچکی میان سطح لنز و قرنیه ایجاد می‌کنند که با مایع پر شده و باعث راحتی بیشتر و دید بهتر می‌شود.

### از نظر زمان استفاده

#### لنز روزانه
یکبار مصرف هستند و باید بعد از هربار استفاده دور انداخته شوند.

#### ماهیانه
این نوع لنز مدت زمان ۳۰ روز قابل استفاده است.

#### سالیانه
این نوع لنزها تا یکسال قابل استفاده هستند و ضخامت بیشتری نسبت به لنزهای قبلی دارند.
1. ↑  Schornack, Muriel M. (2013). "A review of scleral lenses in the literature". Contact Lens and Anterior Eye. 36 (4): 234–239. doi:10.1016/j.clae.2013.03.002.